# إريك بارنز (كاتب)
إريك بارنز (بالإنجليزية: Eric Barnes)‏ (28 فبراير 1968)؛ روائي أمريكي. درس في جامعة كولومبيا.